# Старо језгро Ирига
Старо језгро Ирига, налази се како му и име налаже у Иригу, а његова архитектура значајно је очувана те се можемо заиста упознати са архитектуром XIX века.

## Историја
Прошлост овог места оставила је позамашног трага на савремену физиономију. Амбијенталну целину представља очувани центар града, док је улица Иво Лоле Рибара од еминентног значаја јер су у њој најбоље сачувани остаци некадашњег снажног трговачко-занатлијског града и архитектуре XIX века. У централном делу је трг, ранија пијаца окружена кућама на један спрат са дућанима у приземљу што и одржава функцију некадашњег трговачко-занатског насеља. Куће су грађене у стиловима класицизма, барока и сецесије. Од посебног значаја у овом делу је Рибарски трг, зграда „Србске велике школе“ из 1831. године црква св. Николе, зграда „Иришког среза и Иришког суда“ из 1910-1912. године, зграда ресторана „Ириг“ из друге половине XIX века.
Кућа која делује најстарије и којој је наденут назив турска кућа делимично преграђује пут кроз Ириг. Крај Другог светског рата условио је изградњу неколицине нових зграда због чега је склад и дух овог подручја значајно нарушен.